# Большая Шишменьга
Большая Шишменьга — река в России, протекает в Бабушкинском и Никольском районах Вологодской области. Правый приток реки Кема (иногда обозначается как левый приток реки Шишменьга).
Река Большая Шишменьга берёт начало неподалёку от нежилой деревни Акинницы. Течёт на восток через берёзово-осиновые леса. Устье реки находится в 54 км по правому берегу Кема. Длина реки составляет 24 км.
В 8 км от устья, по правому берегу реки впадает река Шишменьга; в 12,8 км от устья, по правому берегу реки впадает река Средняя Шишменьга.

## Данные водного реестра
По данным государственного водного реестра России относится к Верхневолжскому бассейновому округу, водохозяйственный участок реки — Унжа от истока и до устья, речной подбассейн реки — Бассей притоков Волги ниже Рыбинского водохранилища до впадения Оки. Речной бассейн реки — (Верхняя) Волга до Куйбышевского водохранилища (без бассейна Оки).
По данным геоинформационной системы водохозяйственного районирования территории РФ, подготовленной Федеральным агентством водных ресурсов:
- Код водного объекта в государственном водном реестре — 08010300312110000014436
- Код по гидрологической изученности (ГИ) — 110001443
- Код бассейна — 08.01.03.003
- Номер тома по ГИ — 10
- Выпуск по ГИ — 0